# Mai bint Mohammed Al Khalifa
Cheikha Mai bint Mohammed Al Khalifa est une femme politique du Bahreïn. Elle est ministre dans le gouvernement du royaume de 2008 à 2014. 

## Biographie
La cheikha (princesse) Mai bint Mohammed Al Khalifa naît au sein de famille régnante du Bahreïn, les Al Khalifa, qui dirige le pays depuis 1783. Elle fait ses études au Royaume-Uni et obtient une maîtrise en histoire politique de l'Université de Sheffield. 
En 2008, elle est nommée ministre de l'information du Bahreïn. Elle est la première femme à occuper ce poste dans le pays. Elle est également ministre de la Culture entre 2010 et 2014. 
Elle est présidente du conseil d'administration du Centre régional arabe pour le patrimoine mondial et présidente de l'Autorité de Bahreïn pour la culture et les antiquités.  En 2014, elle est classée sixième dans la liste Forbes Moyen-Orient des femmes arabes les plus puissantes. 
À l'occasion du 50e anniversaire du Fonds mondial pour les monuments, le 21 octobre 2015 à New York, Mai bint Mohammed Al Khalifa reçoit le Watch Award pour son rôle dans la préservation des monuments et de la culture de Bahreïn. En 2017, elle est nommée ambassadrice spéciale de l'Année internationale du tourisme durable pour le développement par l'Organisation mondiale du tourisme des Nations Unies (OMT).
En 2020, le Bahreïn propose la candidature de la princesse comme secrétaire de l'Organisation mondiale du tourisme. Mais en janvier 2021, le secrétaire général en exercice Zurab Pololikashvili remporte l'élection lors de la 113e session du Conseil exécutif.

## Publications
Cheikha Mai a publié un certain nombre de livres et d'articles, dont : 
- Charles Belgrave: Biography and Diary (The Arab Publication Establishment, 2000),
- 100 Years of Education in Bahrain: The Early Years of Establishment (The Arab Publication Establishment, 1999),
- Mohammed Bin Khalifa 1813–1890: The Legend and the Parallel History (Shaikh Ebrahim Center for Culture & Research, 2014)
- The Qarmations: From Concept to State (Shaikh Ebrahim Center for Culture & Research, 2019).

## Distinctions
- Chevalière de la Légion d'honneur[8]
- Prix Colbert pour la créativité et l'héritage (2010)
- Watch Award du Fonds mondial pour les monuments
- Prix de la Femme arabe dans le domaine du leadership dans l’administration, Centre d'études féminines de Paris (2004)
- Prix de la Ligue arabe pour la compétence et l'excellence administratives
- Prix de la femme arabe de l'année (2015)